# Ballblazer
Ballblazer est un jeu vidéo d’action et de sport développé par Lucasfilm Games. Initialement commercialisé sur Atari 5200 et Atari 8-bit en mars 1984, le jeu est ensuite publié sur Amstrad CPC, Apple II, Commodore 64, TRS-80, MSX, NES et ZX Spectrum.
Dans le jeu, deux équipes, contrôlées par des joueurs ou par l'intelligence artificielle, s'affrontent dans un sport similaire au basketball ou au football. L'objectif est d'envoyer une balle flottante dans le but adverse.
En 1990, LucasArts et Rainbow Arts ont publié une suite, intitulée Masterblazer, sur  Amiga, Atari ST et PC. Le jeu a également inspiré Space Football: One on One, développé par  Triffix,  qui est publié sur Super NES en 1992. Enfin, un remake du jeu baptisé Ballblazer Champions est publié le 31 mars 1997 sur PlayStation.

## Accueil
Le jeu est l'une des entrées de l'ouvrage Les 1001 jeux vidéo auxquels il faut avoir joué dans sa vie.
| Ballblazer    |      |       |
| Média         | Nat. | Notes |
| AllGame       | US   | 4/5   |
| Crash         | GB   | 71 %  |
| Sinclair User | GB   | 5/5   |
| Your Sinclair | GB   | 80 %  |
| Zzap!64       | GB   | 98 %  |